# Sylvioidea
Super-famille
Les Sylvioidea forment une super-famille d'oiseaux à l'histoire complexe, parfois toujours placée parmi les Muscicapoidea. Après avoir longtemps servi de catégorie « fourre-tout », elle a été refondée en profondeur notamment grâce aux travaux de Cracraft et al. en 2004 en extrayant notamment les Certhioidea. Ici, elle est traitée comme regroupant 22 familles et totalisant près de 1 300 espèces.

## Phylogénie
- Sylvioidea
  - 
    - Nicatoridae (nicators)
    - 
      - Panuridae (panure)
      - Alaudidae (alouettes et autres)

  - 
    - Macrosphenidae (crombecs et autres)
    - 
      - 
        - 
          - 
            - Pnoepygidae (turdinules)
            - Acrocephalidae (rousserolles et autres)

          - 
            - 
              - Donacobiidae (donacobe)
              - Bernieridae (farifotras, randie et autres)

            - Locustellidae (« bouscarles », mégalures et autres)

        - Cisticolidae (cisticoles, couturières et autres)

      - 
        - Hirundinidae (hirondelles et pseudolangrayens)
        - Pycnonotidae (bulbuls et malia)
        - 
          - 
            - 
              - 
                - Hyliidae (hylia)
                - Aegithalidae (« mésanges »)

              - Cettidae (bouscarles, « pouillots »)

            - Phylloscopidae (pouillots)

          - 
            - 
              - Sylviidae (fauvettes et autres)
              - Paradoxornithidae (paradoxornis)

            - 
              - Zosteropidae (zostérops et autres)
              - 
                - Timaliidae (timalies et autres)
                - 
                  - Pellorneidae (akalats et alcippes)
                  - Leiothrichidae (garrulaxes et autres)

La taxonomie des Sylvioidea a connu une histoire complexe. Le groupe est proposé en 1990 dans la classification de Sibley-Ahlquist, mais s'est vu depuis retiré de nombreux groupes. Cracraft et al. proposent en 2004 la création des Certhioidea, qui contient les grimpereaux, sittelles, troglodytes et autres. Les « mésanges vraies » (Paridae) sont parfois placées, avec les Stenostiridae et les rémiz (Remizidae), dans une sous-famille à part entière, les Paroidea, mais restent parfois intégrées dans les Sylvioidea. L'arbre donné ici est celui proposé par John Boyd et fondé sur les travaux de Cracraft et al. (2004), d'Alström et al. (2006), de Cibois (2003) et de Fregin et al. (2012). Les Sylviidae et les Timaliidae ont connu d'importantes révisions après avoir servi de « dépotoir », et de nombreuses familles nouvelles ont été créées ou revalidées, comme les Panuridae, les Stenostiridae (déplacée ensuite vers les Paroidea), les Nicatoridae, les Macrosphenidae, les Acrocephalidae, les Donacobiidae, les Bernieridae, les Locustellidae, les Pnoepygidae, les Hyliidae (pour la Hylia verte, considérée incertae sedis par le congrès ornithologique international), les Cettiidae, les Phylloscopidae, les Pellorneidae et les Leiothrichidae.